# Virginia Henderson
Virginia Henderson (Kansas City, 30 november 1897 – 19 maart 1996) was een Amerikaanse verpleegkundige, onderzoeker, theoreticus en auteur. 
Henderson behaalde haar diploma verpleegkunde in 1921 en behaalde aan de Columbia-universiteit een graad in verpleegkundige educatie. Henderson is wereldwijd bekend vanwege haar definitie van verplegen. Die luidt: 
"De unieke functie van de verpleegkundige is: het individu, ziek of gezond bij te staan bij het verrichten van die activiteiten die bijdragen tot gezondheid of herstel (of te helpen bij vredig te sterven, wanneer geen herstel mogelijk is), en die dit individu zonder hulp zou verrichten als hij de daartoe nodige kracht, wilskracht of kennis bezat. De verpleegkundige moet dit op zo'n wijze doen, dat de geholpene zo snel mogelijk weer onafhankelijk wordt."
Henderson onderscheidt 14 basisbehoeften, waarin de verpleegkundige moet kunnen voorzien:
1. zorg voor ademhalen
2. zorg voor eten en drinken
3. zorg voor uitscheiden
4. houding, lopen, zitten
5. rust, slaap
6. kiezen van geschikte kleding, aan- en uitkleden
7. handhaven van de normale lichaamstemperatuur
8. hygiënische verzorging van het eigen lichaam
9. bescherming tegen gevaar
10. communicatie, contacten onderhouden met anderen
11. geloofsbelijdenis, levensovertuiging
12. werkzaam en productief zijn
13. creatief zijn
14. ontdekken en bevredigen van nieuwsgierigheid